# Лопушно (гмина)
Лопушно (пол. Łopuszno) — сельская гмина (волость) в Польше, входит как административная единица в Келецкий повет, Свентокшиское воеводство. Население — 8996 человек (на 2006 год).

## Демография
| Перепись                       | Всего   | Всего | Женщины | Женщины | Мужчины | Мужчины |
| ------------------------------ | ------- | ----- | ------- | ------- | ------- | ------- |
| Единицы                        | человек | %     | человек | %       | человек | %       |
| Население                      | 8986    | 100   | 4480    | 49,9    | 4506    | 50,1    |
| Плотность населения (чел./км²) | 50,8    | 50,8  | 25,3    | 25,3    | 25,5    | 25,5    |

## Соседние гмины
1. Гмина Красоцин
2. Гмина Малогощ
3. Гмина Мнюв
4. Гмина Пекошув
5. Гмина Радошице
6. Гмина Слупя
7. Гмина Стравчин